# Chocolat Droulers
Pour les articles homonymes, voir Droulers.
Chocolat Droulers est une ancienne entreprise de l'industrie agroalimentaire française spécialisée dans la confiserie et plus particulièrement dans la  transformation du cacao pour l'élaboration de chocolats. L'entreprise a été créée en 1890 par Auguste Joseph Droulers à Fresnes-sur-Escaut dans les Hauts-de-France et a disparu en 1954.

## Historique
Auguste Joseph Droulers, nait le 16 avril 1819 à Wattrelos, il est le fils de Constantin Joseph Droulers, maire de Wattrelos de 1822 à 1825 et de Marie-Angélique Pau. Il se marie avec Caroline Joseph Eloy, le 7 juillet 1850.
Apparait à Wasquehal, la Sucrerie Droulers fondée par Louis François Joseph Droulers, cousin d'Auguste Joseph Droulers. Il est propriétaire et industriel et le père de Celestin Droulers, qui sera maire de Wasquehal de 1871 à 1890.
Auguste Joseph Droulers achète vers 1887 la fabrique de chicorée La Magicienne à Émile Courtin à Fresnes-sur-Escaut qui auparavant était une fabrique de bateau appartenant à monsieur Guénin demeurant à Hergnies. Auguste Joseph Droulers devient fabricant de chicorée et de chocolat en la renommant Chocolat Droulers. On trouve trace d'une demande de création de société auprès du greffe du tribunal de commerce de Valenciennes par un membre de la famille Droulers. La marque se fait connaitre en faisant paraitre des encarts dans les journaux.
La fabrique fut ensuite dirigée par ses fils, Constantin et Auguste. Ces derniers se séparent, Constantin resta seul gérant puis fait entrer dans la chocolaterie ses gendres Paul et Pierre de Bailliencourt en 1912 et 1914, son fils Léon les rejoignit en 1920 après son service militaire. Constantin Droulers décède en 1937. Ses deux gendres et son fils conservent sa succession.
Pour des raisons techniques la chocolaterie cessa ses activités en 1954 après le décès de Léon Droulers. L'association Les Amis du Vieux Fresnes sauvegarda une collection d'objets, de photos, de publicités, d'emballages de chocolat et de documents liés à la chocolaterie.
La municipalité fit élever dans le cimetière le caveau Renard-Droulers pour remercier cette famille des services rendus à Fresnes. y repose madame Constantin Droulers née Madeleine Renard fille d'Ernest Renard et de Laure Crépin. Jacques Renard repose dans le caveau élevé en 1836 avec son petit-fils Rénind Renard fils d'Ernest et de Laure Crépin. Madame Jacques Renard, née Angélique Wattelez repose au cimetière du Père-Lachaise à Paris depuis 1852. Il y repose monsieur Louis Renard né au château des Douaniers en 1804. Son épouse Elisabeth Girard est la sœur du sénateur Alfred Girard de Valenciennes. Laure Crépin, son époux Ernest Renard, leur fils Jacques Renard, monsieur et madame Droulers-Renard, monsieur et madame Léon Drouliers-Cattet-Theillier de Poncheville, Brigitte Droulers morte en bas âge.

## Slogan
On retrouve sur leurs publicités le slogan Pureté garantie et parfois Tous les chocolats Droulers sont garanties d'une Pureté absolue. Cela vient de la volonté de l'entreprise de proposer des produits de bonnes qualités.

## Marques du groupe
- Chicorée extra la magicienne
- Chocolat Margouzy[5].